# Культура (Кировская область)
Культура — деревня в составе Опаринского района Кировской области.

## География
Находится на расстоянии примерно 1 километр по прямой на юго-запад от районного центра поселка Опарино.

## История
Известна с 1939 года как поселок. В 1950 году учтено было 32 двора и 98 жителей, в 1989 году 306 жителей. До 2021 года входила в Опаринское городское поселение Опаринского района, ныне непосредственно в составе Опаринского района.

## Население
Постоянное население составляло 331 человек (русские 93 %) в 2002 году, 313 в 2010.